# IC 2208
IC 2208 је лентикуларна галаксија у сазвјежђу Близанци која се налази на листи објеката дубоког неба у Индекс каталогу.
Деклинација објекта је + 27° 29' 3" а ректасцензија 7h 52m 7,9s. Привидна величина (магнитуда) објекта IC 2208 износи 14,0 а фотографска магнитуда 15,0. IC 2208 је још познат и под ознакама MCG 5-19-19, CGCG 148-53, PGC 22040.